# David Milstein
David Milstein (* 4. Juni 1947 in Ulm)  ist ein israelischer Chemiker (Metallorganische Chemie). Er ist emeritierter Professor am Weizmann-Institut.

## Leben
Milstein kam mit seiner Familie 1949 nach Israel. Er studierte an der Hebräischen Universität mit dem Bachelor-Abschluss 1968, dem Master-Abschluss 1969 und promovierte bei Jochanan Blum 1976. Als Post-Doktorand war er an der University of Iowa und der  Colorado State University bei John Kenneth Stille. Dort war er Ko-Autor der Veröffentlichung über die Stille-Kupplung 1978. Von 1979 bis 1986 war er Chemiker bei DuPont in Wilmington (Delaware), zuletzt als Gruppenleiter für homogene Katalyse.  1987 wurde er Associate Professor und 1992 Professor am Weizmann-Institut. 1996 bis 2005 leitete er dort die Abteilung Organische Chemie (seit 1996 als Israel Matz Professor) und ab 2000 war er Leiter des Kimmel Center for Molecular Design.
Er war unter anderem Gastprofessor an der École normale supérieure, an der ETH Zürich, an der Universität Heidelberg, Miller-Professor in Berkeley, Gastprofessor der Chinesischen Akademie der Wissenschaften in Hongkong, Peking und Shanghai, in Spanien, Taiwan, Toulouse und an der Ungarischen Akademie der Wissenschaften.
Er ist seit 1971 verheiratet und hat drei Kinder.

## Werk
Er befasst sich mit organometallischer Chemie und der Entwicklung von Übergangsmetall-Katalysatoren und Reaktionen für grüne Chemie, zum Beispiel für Hydrolyse und Wasserstoff-Erzeugung aus erneuerbaren Ressourcen. Milstein entwickelte verschiedene Reaktionen mit Übergangsmetall-Komplexen zur Aktivierung starker C-C-, C-H-, C-F-, N-H- und O-H-Bindungen wie der oben erwähnten Stille-Kupplung (C-C-Bindung). Er benutzte Ruthenium-Katalysatoren vom Pincer-Typ zur Verstärkung von N-H und O-H Bindungen und benutzte diese für eine neue Methode zur Herstellung von Amiden aus der Kopplung von Alkoholen und Aminen. Das Verfahren wurde vom Magazin Science 2007 zu den Durchbrüchen des Jahres gezählt. Als einziger Abfall entsteht dabei Wasserstoff-Gas. 2009 beschrieb er ein Verfahren der schonenden Wasseraufspaltung mit Sonnenlicht mit Hilfe eines Ruthenium-Komplexes.

## Ehrungen und Mitgliedschaften
- 1982 bis 1985 DuPont Chemical Excellence Award
- 1999 – Paolo Chini Memorial Award der Italienischen Chemischen Gesellschaft
- 2002 – Kolthoff Preis des Technion
- 2006 – Preis der Israelischen Chemischen Gesellschaft
- 2007 – ACS Award in Organometallic Chemistry
- 2010 – Geoffrey Wilkinson Award der Royal Society of Chemistry
- 2011 – Meitner-Humboldt-Preis der Alexander-von-Humboldt-Stiftung
- 2012 – Israel-Preis
- 2019 – Blaise-Pascal-Medaille
- 2020 – Ziegler Vorlesung des Max-Planck-Instituts für Kohlenforschung[5]

Er ist seit 2012 Mitglied der Israelischen Akademie der Wissenschaften, ist Mitglied des Miller Institute of Basic Research in Berkeley und seit 2006 der Leopoldina. 2010 wurde er Fellow der Royal Society of Chemistry und 2018 wurde er in die National Academy of Sciences gewählt. Seit 2019 ist Milstein Mitglied der Royal Society.
2009 erhielt er einen Advanced Grant des European Research Council.

## Schriften
Außer den in den Fußnoten zitierten Arbeiten
- M. Gozin, A. Weisman, Y. Ben-David, D. Milstein: Activation of a carbon–carbon bond in solution by transition-metal insertion, Nature 364, 699 - 701 (1993).
- M. Gozin, M. Aizenberg, S.-Y. Liou, A. Weisman, Y. Ben-David, D. Milstein: Transfer of methylene groups promoted by metal complexation, Nature 370, 42 - 44 (1994).
- M. Aizenberg, D. Milstein: Catalytic activation of carbon-fluorine bonds by a soluble transition metal complex, Science 265, 359 – 361 (1994).
- K. Tollner, R. Popovitz-Biro, M. Lahav, D. Milstein,: Impact of molecular order in Langmuir-Blodgett films on catalysis, Science, 278, 2100 - 2102 (1997).
- J. Zhang, G. Leitus, Y. Ben-David, D. Milstein: Facile conversion of alcohols into esters and dihydrogen catalyzed by new ruthenium complexes, J. Am. Chem. Soc. 127, 10840 − 10841 (2005).